# Pteralbis peregrinus
Pteralbis peregrinus is een vliegensoort uit de familie van de roofvliegen (Asilidae). De wetenschappelijke naam van de soort is voor het eerst geldig gepubliceerd in 1963 door Carrera & Machado-Allison.